# Purpur-Fahnenbarsch

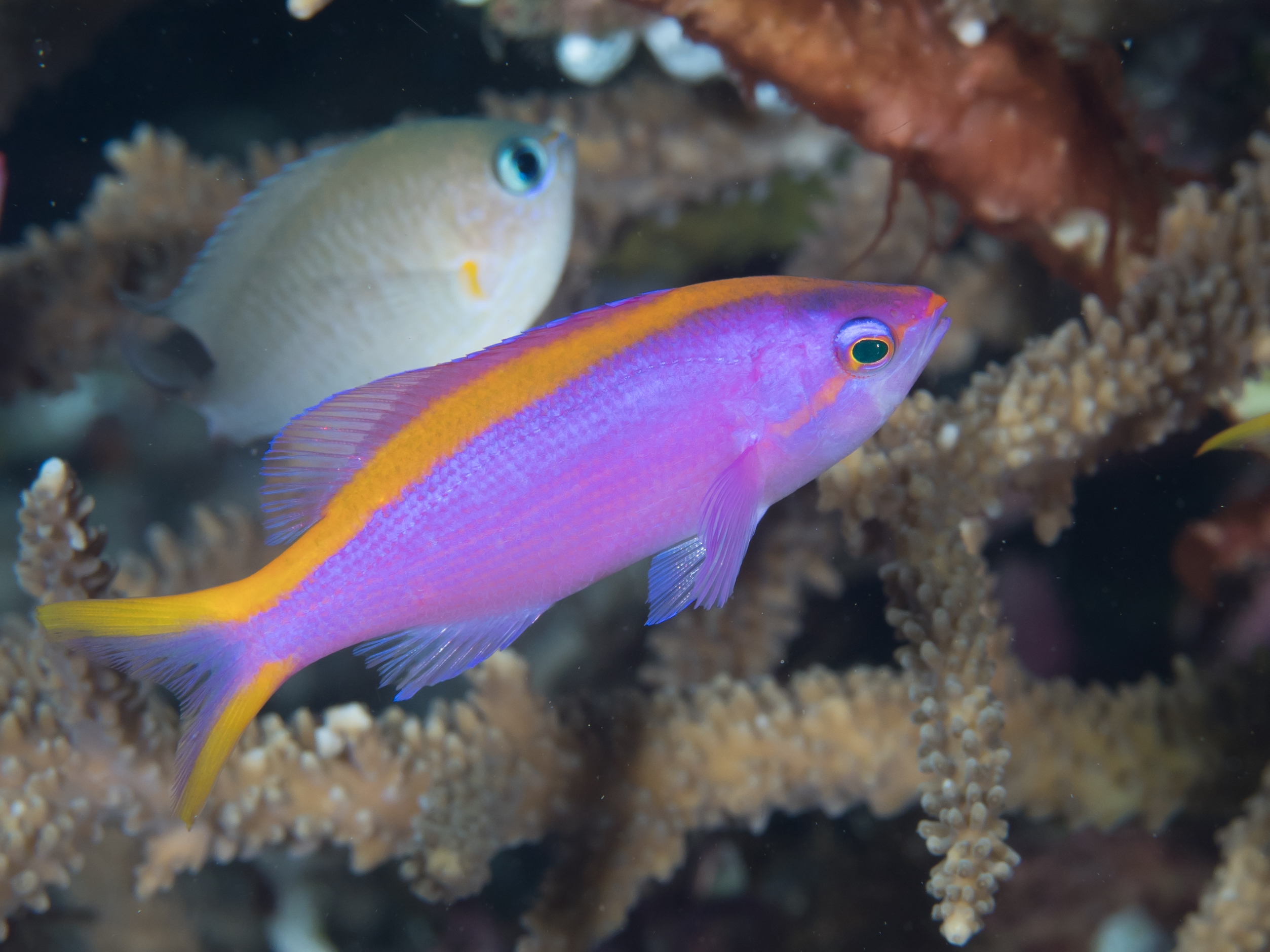
Weibchen

Der Purpur-Fahnenbarsch (Mirolabrichthys tuka) ist ein auffallend gefärbter Korallenfisch, der im tropischen Indopazifik von Mauritius über die Philippinen und Bali bis zu den Salomonen und Palau und an der Nordküste Australiens von den Rowley Shoals bis zum Great Barrier Reef vorkommt.

## Merkmale
Die Fische sind purpurfarben, werden maximal 12 cm lang und haben einen langgestreckten Körper, dessen Länge das 2,8 bis 3,3-fache der Körperhöhe beträgt. Die Weibchen zeigen ein gelbes Längsband entlang der Rückenflossenbasis, das sich über den Schwanzflossenstiel bis auf den oberen Lobus der gegabelten Schwanzflosse erstreckt. Der untere Schwanzflossenlobus hat am unteren Rand ebenfalls ein gelbes Längsband. Bei den Männchen sind die Kopfunterseite und die Brust gelb; Schnauze und Kopfoberseite sind mehr oder weniger deutlich orange gefärbt. Der Rumpf ist mit mittelgroßen Kammschuppen bedeckt. Am Kopf sind die Schuppen viel kleiner. Sie reichen bis zur Schnauzenspitze und bedecken auch die Maxillare, die Wangen, die Kiemendeckel und die Kehle. Die unteren Bereiche von Rücken- und Afterflosse sind ebenfalls beschuppt und die Schwanzflosse ist bis zur Hälfte oder dreiviertel ihrer Länge mit sehr kleinen Schuppen bedeckt. Das schräg stehende Maul ist mittelgroß. Die Maxillare reicht nach hinten bis hinter die Augen. An der Spitze des Oberkiefers der Männchen befindet sich ein fleischiger, konischer Auswuchs. Die Kiefer sind vorne mit konischen Fangzähnen und an den Seiten mit schmalen Bändern kleiner Zähne besetzt. Der hintere Rand des Präoperculums ist fein gesägt. Am hinteren Rand des Kiemendeckels befinden sich zwei flache Stacheln von denen der oberen größer ist. Die Brustflossen sind etwas länger als die Länge des Kopfes. Die Bauchflossen sind relativ lang; die unteren Bauchflossenstrahlen können stark verlängert sein. Der Schwanzflossenstiel ist genau so lang wie hoch. Die oberen und unteren Flossenstrahlen der Schwanzflosse sind bei älteren Männchen lang ausgezogen.
Morphometrie:
- Flossenformel: Dorsale IX-XI/(15)-16-(17); Anale III/7-(8); Pectorale (15)-16-(17)
- Schuppenformel: 5/45-49/12
- Kiemenrechen: 8-10+22-26
- Branchiostegalstrahlen: 6

## Lebensweise
Der Purpur-Fahnenbarsch kommt in großen Schwärmen vor allem an Außenriffen vor und ernährt sich von planktonisch lebenden Krebstieren und von Fischeiern.

## Systematik
Die Fischart wurde 1927 durch den US-amerikanischen Fischkundler Albert William Herre und den philippinischen Zoologen Heraclio R. Montalban unter der Bezeichnung Mirolabrichthys tuka erstmals wissenschaftlich beschrieben. Mit der Erstbeschreibung der Art wurde auch Mirolabrichthys als neue Gattung eingeführt mit Mirolabrichthys tuka als Typusart. Die Gattungsbezeichnung setzt sich zusammen aus „Mirus“ (= wunderbar), „labrum“ (= Lippe) und „ichthys“ (= Fisch). Das Art-Epitheton tuka stammt aus dem Tagalog, bedeutet Schnabel, und nimmt wie der Gattungsname Bezug auf die vorstehende Spitze des Oberkiefers der Männchen. Später wurde die Gattung Mirolabrichthys zunächst Anthias und dann Pseudanthias als Untergattung zugeordnet und schließlich mit Pseudanthias synonymisiert. Grund war das bei der Beschreibung der Gattung nur die Merkmale der Männchen eine Rolle gespielt haben und eine Abgrenzung der Weibchen von den Weibchen von Pseudanthias fehlt. Im Januar 2022 veröffentlichte der australische Ichthyologe Anthony Gill eine Neubeschreibung der Gattung, die damit wieder zu einer gültigen Gattung wurde.

## Belege
1. 1 2 3  Purpur-Fahnenbarsch auf Fishbase.org (englisch)
2. 1 2 3  Albert William Herre (1927): A new genus and three new species of Philippine fishes. Philippine Journal of Science, v. 32 (no. 3): 413-419, PDF
3. 1 2 3  John E. Randall und R. Lubbock (1981): A revision of the serranid fishes of the subgenus Mirolabrichthys (Anthiinae: Anthias), with descriptions of five new species. Contributions in Science (Los Angeles) No. 333: 1-27.
4. ↑  Paolo Parenti und John E. Randall (2020): An annotated checklist of the fishes of the family Serranidae of the world with description of two new related families of fishes. FishTaxa v. 5 (no. 1): 1-170.
5. ↑  Anthony C. Gill. (2022). Revised definitions of the anthiadine fish genera Mirolabrichthys Herre and Nemanthias Smith, with description of a new genus (Teleostei: Serranidae). Zootaxa, 5092(1), 41–66. doi: 10.11646/zootaxa.5092.1.2